# نورتفیلد (کامیونیتی)، ویسکانسین
نورتفیلد (به انگلیسی: Northfield) یک منطقهٔ مسکونی در ایالات متحده آمریکا است که در نورتفیلد واقع شده‌است. نورتفیلد ۲۸۹٫۸۷ متر بالاتر از سطح دریا قرار دارد.